# Sapromyza hierrensis
Sapromyza hierrensis is een vliegensoort uit de familie van de Lauxaniidae. De wetenschappelijke naam van de soort is voor het eerst geldig gepubliceerd in 2000 door Baez.